# مولتیکینو
مولتیکینو (انگلیسی: Multikino) شرکت سرگرمی لهستانی است، که در سال ۱۹۹۸ تأسیس شد.